# 7439 Тецуфусе
7439 Тецуфусе (7439 Tetsufuse) — астероїд головного поясу, відкритий 6 грудня 1994 року.
Тіссеранів параметр щодо Юпітера — 3,399.
Названо на честь Тецу Фусе (яп. てつ・ふせ(哲布施) тецу фусе).